# Gustavo Gac-Artigas
Pour les articles homonymes, voir Artigas (homonymie).
 (avril 2016).
Si vous disposez d'ouvrages ou d'articles de référence ou si vous connaissez des sites web de qualité traitant du thème abordé ici, merci de compléter l'article en donnant les références utiles à sa vérifiabilité et en les liant à la section « Notes et références ».
Gustavo Gac-Artigas est un écrivain,, dramaturge, acteur, metteur en scène et éditeur chilien né à Santiago du Chili. Depuis 1995, il réside dans le New Jersey, aux États-Unis. Il est membre de l’Académie nord-américaine de la langue espagnole (ANLE).

## Biographie
En 1968, il voyage en Bulgarie pour participer au Festival mondial de la jeunesse et des étudiants, et en Tchécoslovaquie invité par le gouvernement de l’époque pour observer les changements introduits pendant le Printemps de Prague. De retour au Chili, il quitte l’université pour commencer une tournée artistique en Amérique latine avec un spectacle intitulé Le Courrier de la poésie, théâtre documentaire où des poèmes d’écrivains reconnus, d’écrivains locaux et des chansons s’entremêlent avec les nouvelles du jour. Avec ce spectacle, Gac-Artigas parcourt le continent du Chili jusqu’en Colombie où il travaille avec Enrique Buenaventura ainsi qu’avec Santiago Garcia et le Teatro La Candelaria à Bogota.
En 1971, il retourne au Chili où il fonde et dirige le Théâtre expérimental del Cobre (TEC) dans la Maison de la culture de la mine El Teniente pendant le gouvernement socialiste de Salvador Allende.
La dernière représentation du TEC eut lieu la nuit du 10 septembre 1973 dans la mine de Chuquicamata, au nord du Chili, avec la pièce Liberté, Liberté (Libertad, libertad), adaptation de l’œuvre de Flavio Rengel qui appelle à s’opposer au coup d’État. À la fin de la représentation, à l’aube du 11 septembre, la troupe organise un forum avec la participation de David Baytelman (directeur de la mine), les travailleurs, les dirigeants politiques et le directeur du TEC. Au petit matin, la troupe devait continuer sa tournée avec une représentation à la mine de nitrate, mais Gac-Artigas est arrêté le dans l'après-midi, et il est conduit trois jours plus tard à Rancagua, 2 000 kilomètres au sud, où il est emprisonné dans le pénitencier public comme « prisonnier politique », numéro 3 245 dans la liste établie par l'Institut National Chilien des Droits de l’Homme. Il est interrogé pendant trois jours avec « contrainte » (nom donné par les militaires à la torture) par un lieutenant de l'armée du nom Medina.
Quelques mois plus tard, il est libéré grâce à l'intervention des Nations unies et emmené à Santiago, où en vertu d'un ordre d'expulsion, muni d’un document de voyage délivré par la Croix rouge internationale, il quitte le pays pour partir en exil à Paris. Une fois à Paris, avec l'actrice colombienne Perla Valencia, il fonde le groupe Théâtre de la Résistance-Chili (Teatro de la Resistencia-Chile), puis Nuevo Teatro Los Comediantes'' avec lequel il parcourt l'Europe, et participe à d'importants festivals internationaux : Nancy, Avignon, Ljubljana, Hammamet, Djendouba, Tabarka, Hammam-Lif, Yverdon, Berne, Zurich, Stagedoor Festival, entre autres.
En 1984, il essaye de rentrer au Chili, mais le 5 septembre de cette même année son nom figure sur une liste d'environ 5 000 personnes ayant interdiction de revenir car représentant un danger à la sécurité intérieure de l'État. Cette tentative de retour avortée le force à parcourir avec sa troupe toute l’Amérique latine, de Buenos Aires à Bogota en traversant la Bolivie, le Pérou et l’Équateur. Il reste en Colombie pendant un an. Après une grève de la faim, il est envoyé à un nouveau exil en Europe, cette fois-ci à Rotterdam, ayant perdu son statut de réfugié politique en France. Entre 1986 et 1989, il vit aux Pays-Bas, où il continue son travail théâtral, et participe avec sa troupe au Stagedoor Festival (1986) et au Festival latino d'Utrecht (1989). En 1989, il reçoit le prix « Poetry Park » pour son conte Dr. Zamenhofstraat.
Depuis 1991, il réside aux États-Unis. En 1992, il est invité par le département de théâtre de la Texas Christian University comme artiste résident pour mettre en scène sa pièce Descubrimentando.
Il réside dans le New Jersey avec sa femme Priscilla Gac-Artigas, professeure universitaire, où il poursuit son œuvre littéraire,,,.
Avec elle, il a écrit et édité des livres de textes universitaires et développé une application mobile pour l’écriture d’essais en anglais et en espagnol : E-GPS Essay-Ensayo.
Il a deux enfants, Melina et Alejandro.

## Œuvres
- Y todos éramos actores, un siglo de luz y sombra[22], Ediciones Nuevo Espacio, 2016  (ISBN 9781930879645), en anglais : And All of Us Were Actors: A Century of Light and Shadow (Ediciones Nuevo Espacio, Mars 2017) traduit par Andrea G. Labinger[23].
- Tiempo de soñar, Mosquito Editores, 1992  (ISBN 9562650421), Era el tiempo de soñar con los pajaritos preñados (2016) deuxième édition, numérique et livre de poche, Ediciones Nuevo Espacio,  (ISBN 9781930879669)
- E il orbo era rondo, Mosquito editores, 1993,  (ISBN 9562650448), deuxième édition, numérique et livre de poche Y la tierra era redonda (2016), Ediciones Nuevo Espacio  (ISBN 9781930879683)
- El solar de Ado, Ediciones Nuevo Espacio, 2002  (ISBN 9781930879324), deuxième édition, numérique et livre de poche (2016)
- Un assassinat ordinaire
- Carte d'embarquement au succès (2004)
- Dalibá, la petite sorcière des Caraïbes (roman court)
- El país de las lágrimas de sangre, 1978 (théâtre)
- L'œuf de Colomb ou Coca-Cola vous offre un voyage de rêve en Amérique latine (El huevo de Colón o Coca-Cola les ofrece un viaje de ensueños por América Latina), 1982 (théâtre)
- Gonzalito o ayer supe que puedo volver, 1989 (théâtre)
- Descubrimentando, 1992 (théâtre)
- Ex-Iliades (poésie).

## Théâtre
- Le pays des larmes de sang ou nous t’appelons Chili liberté (1978). Première à Paris et représentée dans les festivals internationaux d’Avignon et Nancy et en tournée dans toute la France.
- L'œuf de Colomb ou Coca-Cola vous offre un voyage de rêve en Amérique latine (1982). Première au Théâtre Gérard Philipe à Champigny-sur-Marne, France, présenté dans le Hall d'honneur de l'UNESCO, Paris, en tournée dans toute la France, dans les festivals internationaux Carrefour de l’Europe, Hammamet, Djendouba, Tabarka, Hammam-Lif, Berne, Manizales, Rotterdam, Sategedoor Festival, San Juan, Porto Rico et tournées en France et en Colombie.
- Gonzalito ou hier j’appris que je peux rentrer (1989). Première à Rotterdam, Festival latino d’Utrecht.
- Cinq soupirs d’éternité (1992)
- Descubrimentando (Discoverings) (1992). Première à la Texas Christian University (1992)

Participation à 18 festivals internationaux de théâtre :  Festival mondial de Nancy (France, 1975)  Festival d'Avignon (France, 1975, 1980)  Festival de Ljubljana (Yougoslavie, 1980)  Festival de Berne (Suisse, 1980)  Festival de Zurich (Suisse, 1980)  Festival of Yverdon (Suisse, 1981, 1983)  Festival of Hammamet (Tunisie, 1982)  Festival de Djendouba (Tunisie, 1982)  Festival de Tabarka (Tunisie, 1982)  Festival de Hammam-Lif (Tunisie, 1982)  Carrefour de l'Europe (France, 1983, 1984)  VII Festival International de Manizales, Colombie (1985)  Stagedoor Festival, Pays-Bas (1986) Latino Festival d’Utrecht, Pays-Bas (1989)  XXVII Festival International de Théâtre de l'institut portoricain de culture, Porto Rico (1991)

## Livres de texte
- Directo al grano: manuel de référence complet pour la grammaire espagnole (Prentice Hall, College Division, 1999)
- Sans détour: manuel de référence complet pour la grammaire française (Prentice Hall, College Division, 1999)
- Feuille de route de la culture et de la civilisation de l’Amérique latine (Academic Press ENE Jan, 2006, sixième éd. 2012

- Application mobile E-GPS essay / ensayo 2.0: Un App complet conçu pour guider les élèves dans l'écriture des plus demandés types d'essai en anglais et en espagnol ainsi que des commentaires de texte (y compris la création automatique des citations et bibliographie) dans un même App. L’App fonctionne suivant le même principe d'un GPS: guider vers l'indépendance[24]. Une fois les étudiants ont intériorisé les schémas structurels des essais, ils seront en mesure de les reproduire automatiquement (pour iOS et Android). Academic Press ENE, 2015[25].

## Anthologies
- Anthologie de chansons de lutte et d’espoir, Editorial Quimantú, Chili (1973). Co-auteur: Perla Valencia

## Articles d'opinion
- États-Unis, Élections 2016: la fin de la démocratie ?[26],[27],[28],[29]